# Tamba pallida
Tamba pallida är en fjärilsart som beskrevs av Louis Beethoven Prout 1925. Tamba pallida ingår i släktet Tamba och familjen nattflyn. Inga underarter finns listade i Catalogue of Life.